# Trirhithrum albomaculatum
Trirhithrum albomaculatum är en tvåvingeart som först beskrevs av Roder 1885.  Trirhithrum albomaculatum ingår i släktet Trirhithrum och familjen borrflugor. Inga underarter finns listade i Catalogue of Life.